# Hans Hermann
Hans Hermann (n. 25 ianuarie 1885, Brașov, Austro-Ungaria – d. 13 februarie 1980, Sibiu, România) a fost un pictor expresionist sas, fratele mai tânăr al scriitoarei Thusnelda Henning-Hermann (1877-1965).

## Distincții
- Medalia Muncii (9 iunie 1954) „pentru merite deosebite în domeniul artelor plastice”[2]
- titlul de Artist Emerit al Republicii Populare Române (25 mai 1965) „pentru activitate îndelungată și merite dosebite în domeniul artelor plastice”[3]
- Ordinul „Meritul Cultural” clasa a II-a (1968) „pentru activitate deosebită în domeniul artelor plastice”[4]